# 오즈: 신기한 마법가루
《오즈: 신기한 마법가루》(러시아어: Урфин Джюс и его деревянные солдаты)는 2017년 공개된 러시아의 애니메이션 영화이다. 알렉산드르 볼코프의 1939년 그림책 《에메랄드 시티의 마법사》를 원작으로 한다.

## 한국어판 목소리 출연
- 이장원: 어핀
- 김하영: 도로시
- 송하림: 토토
- 김연우: 광대
- 안효민: 곰
- 서원석: 나무꾼
- 이현: 사자
- 황창영: 허수아비